# Mađarsko narodno kazalište u Subotici
Djeluje u klasicističkoj zgradi Ivana Skultetija iz 1845. godine.
Mađarsko narodno kazalište u Subotici (slika), utemeljeno je odlukom Predsjedništva Narodne skupštine AP Vojvodine 19. rujna 1945. godine. Kazališna je ustanova vojvođanskih Mađara.
Za prvog ravnatelja Mađarskog narodnog kazališta postavljen je István Latak. Prvu su održali 29. listopada 1945. godine. Postavili su predstavu mađarskog pisca Bele Balázsa Boszorkánytánc (Ples veštica ili Vrzino kolo) kojoj je redatelj bio Laszlo Pataki.
Prvih je godina kazalište radio u nezahvalnim uvjetima. Reperoar Mađarskog narodnog kazališta zasnivao se na mađarskim klasicima, Molnaru, Moritzu, Pongracu, Zilahiju, a na repertoaru su i Nušić, Horvat i Gervais.
Od 1. siječnja 1951. godine, odlukom Izvršnog odbora AP Vojvodine, ovo se kazalište spaja sa subotičkim Hrvatskim narodnim kazalištem, kada nastaje subotičko Narodno pozorište-Népszinház, s dvjema dramama - Hrvatskom i Mađarskom. 

## Vanjske poveznice
- (mađ.) Mikor volt Szabadkán opera?  Arhivirana inačica izvorne stranice od 5. studenoga 2016. (Wayback Machine), Zetna 1999. 9-12., piše Tibor Pekár
- (mađ.) Színházi lapok, piše Tibor Miković Üzenet 2004/1